# Eucharidema labyrinthodes
Eucharidema labyrinthodes is een vlinder uit de familie van de spanners (Geometridae). De wetenschappelijke naam van de soort werd voor het eerst geldig gepubliceerd in 1916 door Louis Beethoven Prout.